# Edoardo Bosio
Edoardo Johann Peter Bosio (Torino, 9 novembre 1864 – Davos, 31 luglio 1927) è stato un imprenditore, canottiere e calciatore italiano, fondatore e giocatore del Torino FCC, progenitore dell'Internazionale Torino.

## Biografia

### Gli inizi
Era discendente dello svizzero Giacomo Bosio, che con il motto «Bona cervisia lætificat cor hominum», nel 1845, fondò il primo birrificio d'Italia con sede nella centrale via della Consolata a Torino.
Dopo essersi diplomato come ragioniere, fu assunto dalla Thomas & Adams di Nottingham, ditta operante nel campo dei tessili: ciò gli consentì di conoscere e praticare gli ambienti inglesi del football. Ritornato nel 1887 a Torino, si dimostrò immediatamente uno sportivo appassionato, avvicinandosi al canottaggio. Infatti, divenne socio della Società Armida, e successivamente il direttore tecnico della società. Nel 1889 vinse sul 4+ il primo titolo di Campione d'Italia (equipaggio Armida Rigat- Nicola - Bosio- Cappelaro) 
Dall'Inghilterra aveva riportato in Italia però, soprattutto, la passione per il football e qualche pallone di cuoio, cosa certamente non frequente all'epoca nella penisola. Bosio, proprio grazie ai suoi trascorsi britannici, era capace di giocare con la palla ed era intenzionato a dare un'organizzazione che consentisse la diffusione della pratica di quel gioco.
Fu così che, con i colleghi d'oltre Manica della filiale torinese della Thomas & Adams, fondò nel 1887 il Torino FCC, società sportiva che praticava il canottaggio d'estate e il football d'inverno. Si ha anche notizia dell'abbigliamento usato: camicia a righe rossonere con il colletto bianco, un berretto in testa e calzoni lunghi.
Nel 1889, alla patinoire del parco del Valentino, il principe Luigi Amedeo di Savoia-Aosta, il barone Cesana, il marchese Alfonso Ferrero de Gubernatis Ventimiglia e altri rappresentanti dell'aristocrazia fondarono la Nobili Torino. L'iniziativa di Bosio si incrociò subito con quella di questi esponenti della nobiltà piemontese: nacque così nel 1891 l'International Football Club, nota anche come Internazionale Torino.
Bosio era un personaggio eclettico per quell'epoca, oltre a praticare più sport e nello stesso tempo lavorare come mercante, ebbe il merito di esordire anche nel mondo dei cortometraggi cinematografici, come regista e fotografo in occasione del film: “La vita negli abissi del mare“, film del 1914. Il cortometraggio venne prodotto dalla Vesuvio Films, con la collaborazione dell'Ambrosio Film di Torino che co-produsse la pellicola.(dubbio).
Continuò inoltre a dirigere il birrificio Bosio & Caratsch insieme al cugino Simeone Caratsch, spostando la fabbrica prima in corso Principe Oddone (disegnata su progetto di Pietro Fenoglio) e poi in via Principessa Clotilde, in Borgo San Donato. Nella sede di corso Principe Oddone c'era una sala denominata Kegelbahn dove ogni anno si festeggiava la versione torinese dell'Oktoberfest.
Bosio morì a 62 anni nel 1927.
È sepolto nel Cimitero monumentale di Torino.

### Calciatore

#### Club
Bosio partecipò al primo campionato di calcio italiano, tra le file dell'Internazionale Torino, segnando il primo goal nella storia del calcio professionistico italiano e vincendo per due a uno contro il Torinese; arrivò a disputare la finale persa contro il Genoa per due a uno, anche in questa occasione fu lui a segnare per la sua squadra.
Anche nella stagione seguente, sempre tra le file dell'Internazionale Torino, disputò la finale di campionato, persa anche in questa occasione contro i genovesi, che vinsero per tre a uno.
Nel 1900 a seguito della fusione dell'Internazionale Torino con il Torinese, disputò la finale di campionato, dove subì la terza sconfitta consecutiva contro il Genoa.
Nel 1902 risulta ancora in rosa agli oro-nero.

#### Rappresentativa Italiana
Il 30 aprile 1899 giocò a Torino presso il Velodromo Umberto I l'incontro amichevole nella Selezione Italiana contro la Selezione Svizzera, terminato due a zero a favore degli elvetici.

### Filmografia
- Edoardo Bosio, La vita negli abissi del mare, Ambrosio Film, 1914.